# Aurelio Anicio Simmaco
Aurelio Anicio Simmaco (in latino: Aurelius Anicius Symmachus; fl. 415-420) è stato un politico romano dell'Impero romano d'Occidente.

## Biografia
Apparteneva alle famiglie romane degli Anicii e dei Symmachi; probabilmente era parente di Quinto Aurelio Simmaco, forse il figlio di un fratello o di una sorella che avevano sposato un esponente degli Anicii.
Nel 415 era proconsole d'Africa; ottenne, in questa qualità, il diritto di ricevere appelli.
Tra il 24 dicembre 418 e il gennaio 420 fu praefectus urbi di Roma; in questa qualità scrisse alla corte riguardo ai problemi legati alla successione a papa Zosimo, morto due giorni dopo l'inizio della magistratura di Simmaco.